# Peter Steiners Theaterstadl

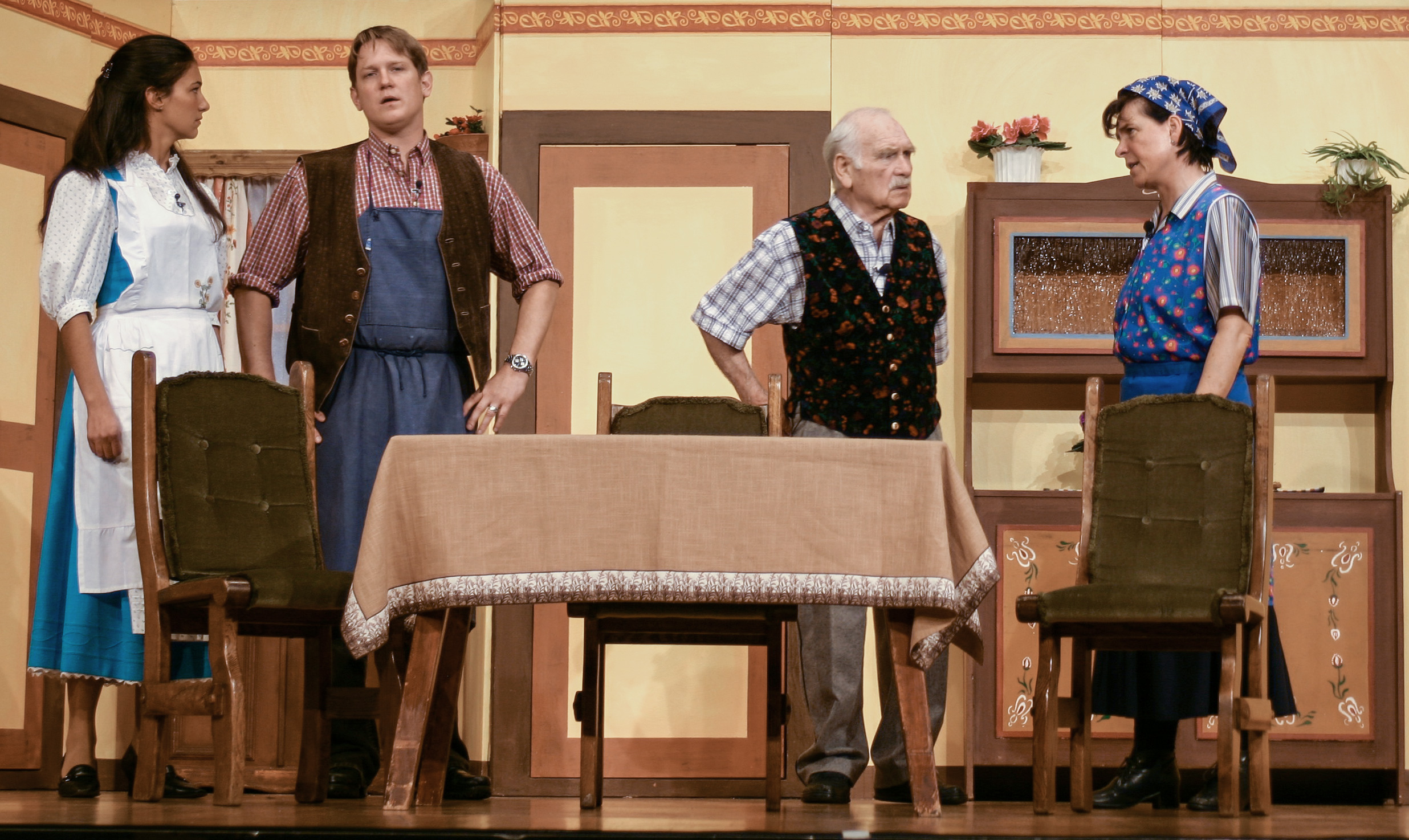
Theaterstück: Eine verzwickte Liebesbeichte, 2007

Peter Steiners Theaterstadl, später Steiners Theaterstadl, ist ein bayerisches Volkstheater, dessen Stücke besonders auf leichte Unterhaltung angelegt sind und meist im bäuerlichen Milieu Oberbayerns spielen. Seit 2014 trägt es den Namen Steiners Theater – die bayerische Komödie.
Bundesweit bekannt wurde das Theaterunternehmen durch die gleichnamige Fernsehreihe, die ab 1992 auf RTL plus ausgestrahlt wurde.

## Geschichte
Peter Steiners Theaterstadl (Stadl oder Stadel = Scheune) wurde 1983 von Peter Steiner als Familienunternehmen gegründet und im Saal der Gaststätte „Zur Freundschaft“ in München im Stadtteil Giesing eröffnet. Seit 1985 leitet Peter Steiners Tochter Gerda den Theaterstadl.
1998 wurde das Stammhaus von Peter Steiners Theaterstadl in München-Giesing aufgrund der zahlreichen Tournee-Verpflichtungen geschlossen. Unzählige Gastspiele führten den Theaterstadl sehr erfolgreich durch die Schweiz, Österreich und Deutschland.
Am 22. Dezember 2008 starb Peter Steiner im Alter von 81 Jahren in München an einem Herzinfarkt. Im Frühjahr 2010 gab Gerda Steiner bekannt, nach abgeschlossener Saison und veröffentlichter DVD, mit dem Theaterstadl in eine Pause zu gehen und dann ab 2012 neu zu starten. Es folgten weitere Tourneen mit zahlreichen Gaststars, wie Hans-Jürgen Bäumler, Christiane Blumhoff oder Christine Zierl.

## Der Theaterstadl im Fernsehen
Ausgewählte Stücke wurden ab 1989 bei Sat.1 ausgestrahlt, teilweise unter der Dachmarke Unser kleines Theater.
Ab 1992 führte RTL plus die Ausstrahlung unter dem Titel Peter Steiners Theaterstadl wöchentlich fort. Zusätzlich war das Stammensemble bei Sketchen in der von Gerda und Peter Steiner moderierten TV-Musiksendung Die Heimatmelodie sowie in der bayerischen Sitcom Zum Stanglwirt zu sehen.
1995 wechselte die Sendung zum Schwestersender Super RTL, wo sie mit Unterbrechungen bis Ende 2000 lief, einige Stücke wurden 2005 wiederholt. Seit 2002 laufen Episoden ununterbrochen bei Sky Deutschland im Heimatkanal. 2013 nahm Sat.1 Gold die Sendung ins Programm auf und strahlte dienstags, ab 2014 sonntagnachmittags einzelne Episoden aus.
Seit dem Frühjahr 2020 werden ausgewählte Stücke im Programm von Deutsches Musik Fernsehen und Volksmusik TV wieder im Free-TV ausgestrahlt.
Alle 105 für die Fernsehausstrahlung aufgezeichneten Stücke wurden als Staffel- und Gesamtboxen durch das Label Fernsehjuwelen auf DVD veröffentlicht.

## Theaterstücke (Auswahl)
- 1986: Wann die Liab’ ned wär
- 1987: Der wurmstichige Hochzeiter
- 1987: Der Flori wird's schon richten
- 1988: Bäckermeister Striezl
- 1988: Die Lügenglocke
- 1989: Der bayrische Schutzengel
- 1989: Der störrische Kurgast
- 1989: Die Liebesbeichte
- 1989: Kein Auskommen mit dem Einkommen
- 1990: Der irre Theodor
- 1990: Lügen haben lange Beine
- 1990: Der Dorfschlawiner
- 1990: Die lustige Brautnacht
- 1990: Vater werden...
- 1990: Der Ehestreik
- 1991: Der liebestolle Bauer
- 1991: Jedes Haferl find’t sein Deckel
- 1991: Die drei Eisbären
- 1992: Die Keuscheitskonkurrenz
- 1992: Berta, die Glückssau
- 1992: Die Bierkur
- 1992: Der Weisswurst-Benni
- 1993: Die ansteckende G'sundheit
- 1993: Dallas is a Dreck dagegn
- 1993: Sexskandal in Knibbelsbrunn
- 1993: Die Dorfratsch’n
- 1994: Kammerfensterl’n verboten
- 1994: Vinzenz und die Bauchtänzerin
- 1994: Das Millionenbett
- 1994: Das Sündennest im Paradies
- 1995: Heiratsfieber am Sonnenhof
- 1995: Pepi, der Lottomillionär
- 1995: Heiter bis wolkig
- 1996: Die Urlaubssklaven
- 1996: Die Schwindelnichte
- 1996: Seine Majestät, der Kurgast
- 1997: Vorsicht Bräutigam
- 1997: Zwei Brüder auf Brautschau
- 1997: Ein Jüngling namens Opa
- 1997: Eheferien
- 1998: Die Pfarrersköchin
- 1998: Die Gockelparade
- 1998: Der Wastl wird’s schon richten
- 1998: Liebestropfen
- 2005: Jessas, i bin Vater
- 2005: Der falsche Bräutigam
- 2005: Das verflixte Muttermal
- 2006: Die Doppelväter
- 2007: Eine verzwickte Liebesbeichte
- 2008: Kreszenzia – Göttin der Liebe
- 2009: Aufstand der Jungfrauen

## Das Ensemble

### Aktuelle Mitglieder
- Gerda Steiner
- Ina Meling
- Axel Scholtz
- Rupert Pointvogl
- Steffen Wolf
- Anton Feichtner
- Simon Pearce
- Judith Toth
- Paul Sedlmeir
- Gilbert von Sohlern

### Ehemalige Mitglieder
A
- Petra Auer-Frey
- Heike Augsberger

B
- Hans-Jürgen Bäumler
- Edmund Bierling †
- Egon Biscan †
- Christiane Blumhoff †
- Ursula Buchfellner
- Ingrid Burmester

D
- Rudi Decker
- Manuela Denz

F
- Fredl Schmied
- Herbert Frei
- Winfried Frey
- Gerd Fitz †
- Jörg Fitz

G
- Michael Georgy
- Hermann Giefer
- Lisa Glockner
- Sepp Gneissl †

H
- Regine Hacketal
- Horst Hermann
- Jörn Hinrichs
- Hubert Holzner
- Werner Hoegel
- Anton Hörschläger
- Franz Xaver Huber

K
- Ramona Kaufmann
- Manfred Keller
- Erwin Kleinwaechter
- Nino Korda †
- Christine Kopp
- Hansi Kraus
- Barbara Kutzer

L
- Liselotte Lindher
- Marianne Lindner †

M
- Carmen Marietta Neumayr
- Manfred Maier †

N
- Christine Neubauer
- Karin Neumayr
- Markus Neumeier

O
- Traudl Oberhorner

P
- Rosetta Pedone
- Karin Pflieger
- Kathi Prechtl †

Q
- Veronika von Quast
- Henner Quest

R
- Peter Raab
- Roman Riesch

S
- Axel Scholtz
- Hannelore Seidler-Kern
- Erich Seyfried
- Fredi Seyfried
- Josef Spohr
- Peter Steiner †
- Peter Steiner junior †
- Steffi Steiner
- Gerda Steiner-Paltzer †

V
- Bettina von Haaken
- Andreas Voss
- Heidi Voss-Eck

W
- Erna Waßmer †
- Eva-Maria Weise
- Sandra White †
- Jakob Wurzl

Z
- Werner Zeussel †
- Christine Zierl

## Ausstrahlung
Free-TV
- Super RTL
- RTL
- Sat. 1
- Sat.1 Gold
- Deutsches Musik Fernsehen
- Volksmusik TV

Pay-TV
- Premiere Nostalgie
- Premiere Start
- Sky Deutschland: Heimatkanal